# 跨马墩水库
跨马墩水库是中国湖北省黄冈市罗田县境内的一座水库，位于巴水支流罗田大河上，建于1971年。水库正常库容为2100万立方米，集雨面积为42平方千米，海拔为175.3米。